# 995
995 (CMXCV) fue un año común comenzado en martes del calendario juliano, en vigor en aquella fecha.

## Acontecimientos
- En la actual España, Sancho García es nombrado conde de Castilla.
- En la actual España, Almanzor destruye la fortaleza y su iglesia de Santa María del Castillo de Saldaña durante una de sus campañas militares.
- En el año 992, el Viernes Santo había coincidido con la fecha de la Anunciación de María, y se corrió el rumor de que en ese día había nacido el Anticristo, y por lo tanto el fin del mundo sucedería antes de los tres años.[1]
- En la actual Inglaterra, se funda la ciudad de Durham.
- Un terremoto de magnitud desconocida sacude la ciudad turca de Balu.

## Nacimientos
- Canuto II, rey dinamarqués.
- Guido de Arezzo, compositor medieval.

## Fallecimientos
- 10 de septiembre: Conrado el Rojo, aristócrata francés.
- García Fernández, aristócrata castellano (n. 938).
- Erico el Victorioso, rey de los suecos (n. 920).
- Enrique II el Pendenciero, aristócrata bávaro (n. 951).